# 龙江风毛菊
龙江风毛菊（学名：Saussurea amurensis）是菊科风毛菊属的植物。分布于朝鲜、西伯利亚、远东、俄罗斯以及中国大陆的辽宁、黑龙江、内蒙古、吉林等地，生长于海拔900米至1,300米的地区，多生于沼泽化草甸和草甸，目前尚未由人工引种栽培。

## 异名
- Saussurea amurensis Turcz. ex DC. f. albiflora W. Wang et C. Y. Li